# Liste des circonscriptions électorales fédérales du Canada

Carte des circonscriptions, montrant les principales zones urbaines sous forme d'encarts.

Cette page dresse la liste des circonscriptions électorales fédérales du Canada telles que définies par la proclamation donnant force de loi au décret de représentation électorale à compter de la première dissolution du Parlement postérieure au 23 avril 2024 et la loi visant à changer le nom de certaines circonscriptions électorales.
Ce découpage électoral remplace le découpage de 2013 et entre en vigueur lors des élections de 2025. Le Canada compte désormais 343 circonscriptions comparativement à 338 sous l'ancien découpage. Chaque circonscription est représentée à la Chambre des communes du Canada par un député, élu au suffrage universel à chaque élection générale.

## Alberta: 37 sièges
- Airdrie—Cochrane
- Battle River—Crowfoot
- Bow River
- Calgary-Centre
- Calgary Confederation
- Calgary Crowfoot
- Calgary-Est
- Calgary Heritage
- Calgary McKnight
- Calgary Midnapore
- Calgary Nose Hill
- Calgary Shepard
- Calgary Signal Hill
- Calgary Skyview
- Edmonton-Centre
- Edmonton Gateway
- Edmonton Griesbach
- Edmonton Manning
- Edmonton-Nord-Ouest
- Edmonton-Ouest
- Edmonton Riverbend
- Edmonton Strathcona
- Edmonton-Sud-Est
- Foothills
- Fort McMurray—Cold Lake
- Grande Prairie
- Lakeland
- Leduc—Wetaskiwin
- Lethbridge
- Medicine Hat—Cardston—Warner
- Parkland
- Peace River—Westlock
- Ponoka—Didsbury
- Red Deer
- Sherwood Park—Fort Saskatchewan
- St. Albert—Sturgeon River
- Yellowhead

## Colombie-Britannique: 43 sièges
- Abbotsford—Langley-Sud
- Burnaby Central
- Burnaby-Nord—Seymour
- Cariboo—Prince George
- Chilliwack—Hope
- Cloverdale—Langley City
- Columbia—Kootenay—Southern Rockies
- Coquitlam—Port Coquitlam
- Courtenay—Alberni
- Cowichan—Malahat—Langford
- Delta
- Esquimalt—Saanich—Sooke
- Fleetwood—Port Kells
- Kamloops—Shuswap—Central Rockies
- Kamloops—Thompson—Nicola
- Kelowna
- Langley Township—Fraser Heights
- Mission—Matsqui—Abbotsford
- Nanaimo—Ladysmith
- New Westminster—Burnaby—Maillardville
- North Island—Powell River
- North Vancouver—Capilano
- Okanagan Lake-Ouest—Kelwona-Sud
- Pitt Meadows—Maple Ridge
- Port Moody—Coquitlam
- Prince George—Peace River—Northern Rockies
- Richmond-Centre—Marpole
- Richmond-Est—Steveston
- Saanich—Gulf Islands
- Similkameen—Okanagan-Sud—Kootenay-Ouest
- Skeena—Bulkley Valley
- Surrey-Centre
- Surrey Newton
- Surrey-Sud—White Rock
- Vancouver-Centre
- Vancouver-Est
- Vancouver Fraserview—Burnaby-Sud
- Vancouver Granville
- Vancouver Kingsway
- Vancouver Quadra
- Vernon—Lake Country—Monashee
- Victoria
- West Vancouver—Sunshine Coast—Sea to Sky Country

## Île-du-Prince-Édouard: 4 sièges
- Cardigan
- Charlottetown
- Egmont
- Malpeque

## Manitoba: 14 sièges
- Brandon—Souris
- Churchill—Keewatinook Aski
- Elmwood—Transcona
- Kildonan—St. Paul
- Mont-Riding
- Portage—Lisgar
- Provencher
- Saint-Boniface—Saint-Vital
- Selkirk—Interlake—Eastman
- Winnipeg-Centre
- Winnipeg-Centre-Sud
- Winnipeg-Nord
- Winnipeg-Ouest
- Winnipeg-Sud

## Nouveau-Brunswick: 10 sièges
- Acadie—Bathurst
- Beauséjour
- Fredericton—Oromocto
- Fundy Royal
- Madawaska—Restigouche
- Miramichi—Grand Lake
- Moncton—Dieppe
- Saint John—Kennebecasis
- Saint John—St. Croix
- Tobique—Mactaquac

## Nouvelle-Écosse: 11 sièges
- Acadie—Annapolis
- Cape Breton—Canso—Antigonish
- Cumberland—Colchester
- Dartmouth—Cole Harbour
- Halifax
- Halifax-Ouest
- Kings—Hants
- Nova-Centre
- Sackville—Bedford—Preston
- South Shore—St. Margarets
- Sydney—Glace Bay

## Nunavut: 1 siège
- Nunavut

## Ontario: 122 sièges
- Ajax
- Algonquin—Renfrew—Pembroke
- Aurora—Oak Ridges—Richmond Hill
- Baie de Quinte
- Barrie—Springwater—Oro-Medonte
- Barrie-Sud—Innisfil
- Beaches—East York
- Bowmanville—Oshawa-Nord
- Brampton-Centre
- Brampton—Chinguacousy Park
- Brampton-Est
- Brampton-Nord—Caledon
- Brampton-Ouest
- Brampton-Sud
- Brantford—Brant-Sud—Six Nations
- Bruce—Grey—Owen Sound
- Burlington
- Burlington-Nord—Milton-Ouest
- Cambridge
- Carleton
- Chatham-Kent—Leamington
- Davenport
- Don Valley-Nord
- Don Valley-Ouest
- Dufferin—Caledon
- Eglinton—Lawrence
- Elgin—St. Thomas—London-Sud
- Essex
- Etobicoke-Centre
- Etobicoke—Lakeshore
- Etobicoke-Nord
- Flamborough—Glanbrook—Brant-Nord
- Guelph
- Haldimand—Norfolk
- Haliburton—Kawartha Lakes
- Hamilton-Centre
- Hamilton-Est—Stoney Creek
- Hamilton Mountain
- Hamilton-Ouest—Ancaster—Dundas
- Hastings—Lennox and Addington—Tyendinaga
- Humber River—Black Creek
- Huron—Bruce
- Kanata
- Kapuskasing—Timmins—Mushkegowuk
- Kenora—Kiiwetinoong
- Kingston et les Îles
- King—Vaughan
- Kitchener-Centre
- Kitchener—Conestoga
- Kitchener-Sud—Hespeler
- Lanark—Frontenac
- Leeds—Grenville—Thousand Islands—Rideau Lakes
- London-Centre
- London—Fanshawe
- London-Ouest
- Markham—Stouffville
- Markham—Thornhill
- Markham—Unionville
- Middlesex—London
- Milton-Est—Halton Hills-Sud
- Mississauga-Centre
- Mississauga-Est—Cooksville
- Mississauga—Erin Mills
- Mississauga—Lakeshore
- Mississauga—Malton
- Mississauga—Streetsville
- Nepean
- New Tecumseth—Gwillimbury
- Newmarket—Aurora
- Niagara Falls—Niagara-on-the-Lake
- Niagara-Ouest
- Niagara-Sud
- Nipissing—Timiskaming
- Northumberland—Clarke
- Oakville-Est
- Oakville-Ouest
- Orléans
- Oshawa
- Ottawa-Centre
- Ottawa-Ouest—Nepean
- Ottawa-Sud
- Ottawa—Vanier—Gloucester
- Oxford
- Parry Sound—Muskoka
- Perth—Wellington
- Peterborough
- Pickering—Brooklin
- Prescott—Russell—Cumberland
- Richmond Hill-Sud
- Sarnia—Lambton—Bkejwanong
- Sault Ste. Marie—Algoma
- Scarborough—Agincourt
- Scarborough-Centre—Don Valley-Est
- Scarborough—Guildwood—Rouge Park
- Scarborough-Nord
- Scarborough-Sud-Ouest
- Scarborough—Woburn
- Simcoe—Grey
- Simcoe-Nord
- Spadina—Harbourfront
- St. Catharines
- Stormont—Dundas—Glengarry
- Sudbury
- Sudbury-Est—Manitoulin—Nickel Belt
- Taiaiako'n—Parkdale—High Park
- Thornhill
- Thunder Bay—Rainy River
- Thunder Bay—Supérieur-Nord
- Toronto-Centre
- Toronto—Danforth
- Toronto—St. Paul's
- University—Rosedale
- Vaughan—Woodbridge
- Waterloo
- Wellington—Halton Hills-Nord
- Whitby
- Willowdale
- Windsor-Ouest
- Windsor—Tecumseh—Lakeshore
- York-Centre
- York—Durham
- York-Sud—Weston—Etobicoke

## Québec: 78 sièges
- Abitibi—Baie-James—Nunavik—Eeyou
- Abitibi—Témiscamingue
- Ahuntsic-Cartierville
- Alfred-Pellan
- Argenteuil—La Petite-Nation
- Beauce
- Beauharnois—Salaberry—Soulanges—Huntingdon
- Beauport—Limoilou
- Bécancour—Nicolet—Saurel—Alnôbak
- Bellechasse—Les Etchemins—Lévis
- Belœil—Chambly
- Berthier—Maskinongé
- Bourassa
- Brome—Missisquoi
- Brossard—Saint-Lambert
- Charlesbourg—Haute-Saint-Charles
- Châteauguay—Les Jardins-de-Napierville
- Chicoutimi—Le Fjord
- Compton—Stanstead
- Côte-du-Sud—Rivière-du-Loup—Kataskomiq—Témiscouata
- Côte-Nord—Kawawachikamach—Nitassinan
- Dorval—Lachine—LaSalle
- Drummond
- Gaspésie—Les Îles-de-la-Madeleine—Listuguj
- Gatineau
- Hochelaga—Rosemont-Est
- Honoré-Mercier
- Hull—Aylmer
- Joliette—Manawan
- Jonquière
- La Pointe-de-l'Île
- La Prairie—Atateken
- Lac-Saint-Jean
- Lac-Saint-Louis
- LaSalle—Émard—Verdun
- Laurentides—Labelle
- Laurier—Sainte-Marie
- Laval—Les Îles
- Les Pays-d'en-Haut
- Lévis—Lotbinière
- Longueuil—Charles-LeMoyne
- Longueuil—Saint-Hubert
- Louis-Hébert
- Louis-Saint-Laurent—Akiawenhrahk
- Marc-Aurèle-Fortin
- Mégantic—L'Érable—Lotbinière
- Mirabel
- Mont-Royal
- Mont-Saint-Bruno—L'Acadie
- Montcalm
- Montmorency—Charlevoix
- Notre-Dame-de-Grâce—Westmount
- Outremont
- Papineau
- Pierre-Boucher—Les Patriotes—Verchères
- Pierrefonds—Dollard
- Pontiac—Kitigan Zibi
- Portneuf—Jacques-Cartier
- Québec-Centre
- Repentigny
- Richmond—Arthabaska
- Rimouski—La Matapédia
- Rivière-des-Mille-Îles
- Rivière-du-Nord
- Rosemont—La Petite-Patrie
- Saint-Hyacinthe—Bagot—Acton
- Saint-Jean
- Saint-Laurent
- Saint-Léonard—Saint-Michel
- Saint-Maurice—Champlain
- Shefford
- Sherbrooke
- Terrebonne
- Thérèse-De Blainville
- Trois-Rivières
- Vaudreuil
- Ville-Marie—Le Sud-Ouest—Île-des-Sœurs
- Vimy

## Saskatchewan: 14 sièges
- Battlefords—Lloydminster—Meadow Lake
- Desnethé—Missinippi—Rivière Churchill
- Moose Jaw—Lake Centre—Lanigan
- Prince Albert
- Regina—Lewvan
- Regina—Qu'Appelle
- Regina—Wascana
- Saskatoon-Ouest
- Saskatoon-Sud
- Saskatoon—University
- Sentier Carlton—Eagle Creek
- Souris—Moose Mountain
- Swift Current—Grasslands—Kindersley
- Yorkton—Melville

## Terre-Neuve-et-Labrador: 7 sièges
- Avalon
- Cape Spear
- Central Newfoundland
- Labrador
- Long Range Mountains
- St. John's-Est
- Terra Nova—Les Péninsules

## Territoires du Nord-Ouest: 1 siège
- Territoires du Nord-Ouest

## Yukon: 1 siège
- Yukon